# هوستون (لوئیزیانا)
هوستون (به انگلیسی: Hosston) شهری در ایالت لوئیزیانا کشور ایالات متحده آمریکا است که جمعیت آن در سرشماری سال ۲۰۱۰ میلادی، ۳۱۸ نفر بوده است.